# Moretown
Moretown ist eine Town im Washington County des Bundesstaates Vermont in den Vereinigten Staaten. Im Jahr 2020 lebten dort 1753 Einwohner in 854 Haushalten auf einer Fläche von 104,2 km².

## Geografie

### Geografische Lage
Moretown liegt zentral im Washington County. Im Norden grenzt Waterbury und im Nordosten Middlesex an, im Osten Berlin, im Südosten Northfield, im Südwesten Waitsfield und im Westen Duxbury.
Das Siedlungsgebiet erstreckt sich entlang des Mad Rivers, der das Gebiet der Town in nördlicher Richtung durchfließt um in den Winooski River mündet. Die State Route 100 B verläuft entlang des Mad Rivers. Der Winooski River bildet die Grenze zu den im Norden angrenzenden Towns Waterbury und Middlesex. Der U.S. Highway 2 verläuft an der Nordgrenze südlich des Winooski Rivers, auf dem Gebiet von Moretown, der U.S. Interstate 89 auch bekannt als Vietnam Veterans Memorial Highway nördlich, des Winooski Rivers. Der 484 m hohe Mount Cobb liegt im Nordwesten von Moretown.

### Nachbargemeinden
Alle Entfernungen sind als Luftlinien zwischen den offiziellen Koordinaten der Orte aus der Volkszählung 2010 angegeben.
- Norden: Waterbury, 5,5 km
- Nordosten: Middlesex, 9,7 km
- Südosten: Berlin, 14,2 km
- Süden: Northfield, 5,0 km
- Südwesten: Waitsfield, 9,2 km
- Westen: Fayston, 17,9 km
- Nordwesten: Duxbury, 12,3 km

### Klima
Die mittlere Durchschnittstemperatur in Moretown liegt zwischen −11,1 °C (12 °Fahrenheit) im Januar und 18,3 °C (65 °Fahrenheit) im Juli. Damit ist der Ort gegenüber dem langjährigen Mittel der USA um etwa 10 Grad kühler. Die Schneefälle zwischen Oktober und Mai liegen bei bis zu 50 Zentimetern (19,5 inch), die tägliche Sonnenscheindauer liegt am unteren Rand des Wertespektrums der USA.

## Geschichte
Der Grant für Moretown wurde als Teil der New Hampshire Grants am 7. Juni 1763 ausgerufen. Das ursprüngliche Grant umfasste 9307,8 Hektar (23.040 Acre). Dieses wurde für die neuen Eigentümer mit geraden, ordentliche Linien parzelliert. Dabei wurden jedoch Berge, Täler, Flüsse oder andere topographische Merkmale nicht berücksichtigt. Die Besiedlung startete etwa ab 1790, zunächst im Norden Moretowns und bei Duxbury Corners. Das erste Town Meeting fand im Haus von Joseph Hazeltine im Jahr 1792 statt.

### Einwohnerentwicklung
| Volkszählungsergebnisse – Town of Moretown, Vermont | Volkszählungsergebnisse – Town of Moretown, Vermont | Volkszählungsergebnisse – Town of Moretown, Vermont | Volkszählungsergebnisse – Town of Moretown, Vermont | Volkszählungsergebnisse – Town of Moretown, Vermont | Volkszählungsergebnisse – Town of Moretown, Vermont | Volkszählungsergebnisse – Town of Moretown, Vermont | Volkszählungsergebnisse – Town of Moretown, Vermont | Volkszählungsergebnisse – Town of Moretown, Vermont | Volkszählungsergebnisse – Town of Moretown, Vermont | Volkszählungsergebnisse – Town of Moretown, Vermont |
| Jahr                                                | 1700                                                | 1710                                                | 1720                                                | 1730                                                | 1740                                                | 1750                                                | 1760                                                | 1770                                                | 1780                                                | 1790                                                |
| --------------------------------------------------- | --------------------------------------------------- | --------------------------------------------------- | --------------------------------------------------- | --------------------------------------------------- | --------------------------------------------------- | --------------------------------------------------- | --------------------------------------------------- | --------------------------------------------------- | --------------------------------------------------- | --------------------------------------------------- |
| Einwohner                                           |                                                     |                                                     |                                                     |                                                     |                                                     |                                                     |                                                     |                                                     |                                                     | 24                                                  |
| Jahr                                                | 1800                                                | 1810                                                | 1820                                                | 1830                                                | 1840                                                | 1850                                                | 1860                                                | 1870                                                | 1880                                                | 1890                                                |
| Einwohner                                           | 191                                                 | 405                                                 | 593                                                 | 806                                                 | 1128                                                | 1335                                                | 1410                                                | 1263                                                | 1180                                                | 952                                                 |
| Jahr                                                | 1900                                                | 1910                                                | 1920                                                | 1930                                                | 1940                                                | 1950                                                | 1960                                                | 1970                                                | 1980                                                | 1990                                                |
| Einwohner                                           | 902                                                 | 886                                                 | 930                                                 | 888                                                 | 975                                                 | 883                                                 | 788                                                 | 904                                                 | 1221                                                | 1415                                                |
| Jahr                                                | 2000                                                | 2010                                                | 2020                                                | 2030                                                | 2040                                                | 2050                                                | 2060                                                | 2070                                                | 2080                                                | 2090                                                |
| Einwohner                                           | 1653                                                | 1658                                                | 1753                                                |                                                     |                                                     |                                                     |                                                     |                                                     |                                                     |                                                     |

## Wirtschaft und Infrastruktur

### Verkehr
Entlang der nördlichen Grenze der Town auf dem Gebiet der benachbarten Town Middlesex verläuft die Interstate 89 auch bekannt als Vietnam Veterans Memorial Highway und parallel zur Interstate der U.S. Highway 2. Beide folgen dem Verlauf des Winooski Rivers. Die Vermont State Route 100B zweigt vom Highway 2 ab und führt in nord-südlicher Sichtung zentral durch die Town. Von ihr zweigt im Südwesten der Town die Vermont State Route 100 in nördliche Richtung ab.

### Öffentliche Einrichtungen
Es gibt in Moretown kein Krankenhaus. Das nächstgelegene ist das  Central Vermont Medical Center in Berlin.

### Bildung
Moretown gehört mit Duxbury, Fayston, Waitsfield, Warren und Waterbury zur Washington West Supervisory Union.
An der State Route 100B befindet sich die Moretown Elementary School. Zu ihr gehören eine Preschool, ein Kindergarten und die Klassen 1 bis 6. Schüler die die Middle- und Highschool besuchen, gehen auf die Harwood Union High School. In Moretown gibt es zudem eine öffentliche Bücherei, die Moretown Memorial Library.

### Friedhöfe
In Moretown gibt es 4 aktive Friedhöfe den Mountain View an der Freeman Hill Road, den Village Cemetery an der RT 100 B, den Common Cemetery an der Common Rd und den Fairmont Cemetery. Insgesamt gibt es 10 Friedhöfe in Moretown.

## Persönlichkeiten

### Söhne und Töchter der Stadt
- Matthew H. Carpenter (1824–1881), US-amerikanischer Politiker